# Ropalopus signaticollis
Ropalopus signaticollis là một loài bọ cánh cứng trong họ Cerambycidae.